# Epidendrum eburneum
Epidendrum eburneum Rchb.f., 1867, è una pianta della famiglia delle Orchidacee originaria dell'America tropicale.

## Descrizione
È un'orchidea epifita di dimensioni molto variabili, da piccola a grande, con steli eretti, ricoperti alla base da guaine fogliari tubolari, scabre e portanti foglie amplessicauli, conduplicate, coriacee, di forma strettamente ellittica, a dorso carenato.
La fioritura avviene normalmente in autunno - inverno, mediante un'infiorescenza ascellare, racemosa, che porta da 4 a 6 fiori.Questi sono grandi mediamente 6 centimetri, con petali e sepali molto stretti, lanceolati ad apice acuto, di colore bianco avorio, come il labello imbutiforme bilobato e molto appariscente.

## Distribuzione e habitat
La specie è diffusa in America centrale (Nicaragua, Honduras, Costa Rica e Panama) e in Colombia
Cresce epifita sugli alberi della foresta tropicale, dal livello del mare a 500 metri di quota.

## Coltivazione
Questa pianta necessita di mezz'ombra, temperature calde e frequenti irrigazioni per tutto l'anno.